# Серато, Франческо
Франческо Серато (итал. Francesco Serato; 17 сентября 1843 года, Кастельфранко-Венето — 24 декабря 1919 года, Болонья) — итальянский виолончелист и музыкальный педагог. Отец Арриго Серато.
Некоторое время играл в оркестре театра Ла Скала. С 1871 г. профессор Болонского филармонического лицея, в 1881 г. член совета директоров лицея. В 1879 г. стоял у истоков Società dal Quartetto — содружества музыкантов, организовывавшего в Болонье камерные концерты. С 1881 г. играл на виолончели в струнном квартете с примариусом Федерико Сарти. В 1883—1895 гг. также участник Болонского трио вместе с Сарти и Густаво Тофано. Пользовался высоким авторитетом как педагог (в частности, Артуро Тосканини в 1896 г. просил Серато порекомендовать своих учеников для замещения вакансий в его оркестре). Среди воспитанников Серато, в частности, Артуро Бонуччи и Просперо Монтекки.
Серато посвящена Серенада для виолончели и фортепиано Op. 34 Ферруччо Бузони.